# Higashi (Okinawa)
Higashi (東村 Higashi-son?) (Okinawense: Agarijima 東島) es una aldea situada en el distrito de Kunigami, Okinawa, Japón.

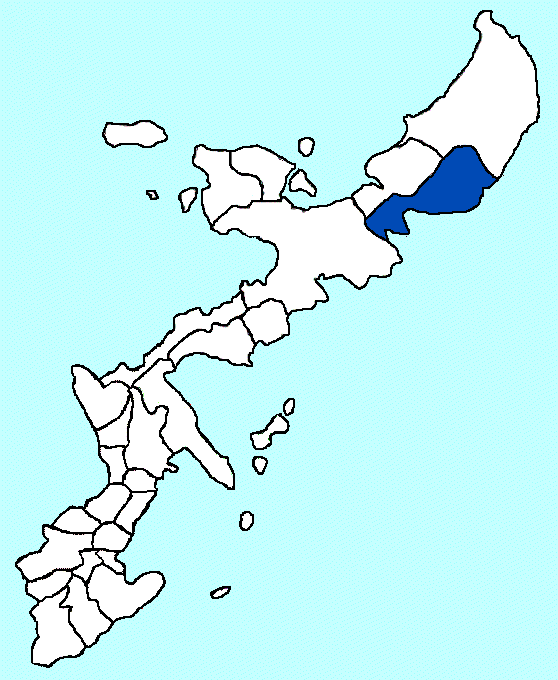
Ubicación de Higashi en Okinawa.

A partir de 2003, el pueblo tiene una población estimada de 1.876 y una densidad poblacional de 22,94 habitantes por km². La superficie total es de 81,79 km².

## Residentes notables
- Ai Miyazato, golfista